# Pantoteris
Els pantoteris (Pantotheria) són un antic tàxon de categoria superior de mamífers. Durant gairebé un segle foren un tàxon calaix de sastre per a mamífers del Mesozoic de tota mena. Malcolm C. McKenna fou el primer autor a rebutjar Pantotheria com a grup parafilètic en una obra publicada el 1975. El seu punt de vista assolí un ampli consens, però això no ha impedit que Pantotheria i Eupantotheria (un grup conceptualment similar) continuïn en ús informal. Els pantoteris incloïen tots els mamífers teris del Mesozoic que no eren ni marsupials ni placentaris. Els gèneres anteriorment classificats entre els pantoteris es reparteixen actualment entre una multitud de clades, entre els quals destaquen els driolestoïdeus pel seu paper en l'evolució dels mamífers.